# Baletní soubor
Baletní soubor je sevřená skupina vyškolených profesionálních tanečníků, kteří pravidelně hrají již nacvičené balety. Provozuje klasický balet, neoklasický balet a/nebo současný balet v evropské tradici. Má vedoucí a pomocný personál. Jak už to v divadle bývá, lze rozlišit sezónní představení a repertoárové kusy. Autor baletu se nazývá choreograf
Termín „baletní soubor“ se používá také v souvislosti s baletními soubory v operních domech, kde odpovídá mimo jiné za výpravu tance v představeních oper a operet.
Všechny soubory kromě nejmenších rozdělují své tanečníky minimálně do tří skupin. Nejběžnější názvy pro dvě vyšší skupiny v angličtině jsou ředitel a sólisté. Mladší tanečníci tvoří sbor baletu. Některé společnosti (zejména v Severní Americe) mají také stážisty nebo učně, Terminologie se liší společnost od společnosti. Od 19. století a počátku 20. století se nejlepší tanečnice nazývá primabalerína. Největší baletní soubor na světě je Bolšoj balet v Moskvě, který měl v roce 2010 přes 240 tanečníků. Největší soubory v západní Evropě a Severní Americe jich mají kolem stovky.

## Baletní soubory v Evropě (výběr)
- Bulharsko – Arabesque (Балет Арабеск), Sofie
- Dánsko – Den Kongelige Ballet, Kopenhagen
- Německo – Staatsballett Berlin, Semperoper Ballett Drážďany, Bayerisches Staatsballett Mnichov, Stuttgarter Ballett
- Francie – Ballets Russes, Paříž (1910–1929), Ballet de l’Opéra de Paris Paříž, Ballet National de Marseille, Marseille
- Velká Británie – English National Ballet Londýn, The Royal Ballet Londýn, Sadler's Wells Ballet Londýn
- Nizozemsko – Het Nationale Ballet Amsterdam, Nederlands Dans Theater Den Haag
- Rakousko – Vídeňský státní balet („Wiener Staatsballett") Vídeň
- Rusko – Mariinsky (Kirow) balet („Балет Мариинского театра") Petrohrad, Bolschoj balet Moskva, Ruský státní balet Moskva

- Česko – Balet Národního divadla Praha, Balet Státní opery Praha, Balet Národního divadla Brno
- Ukrajina – Kyjevský národní balet Kyjev